# William Brereton

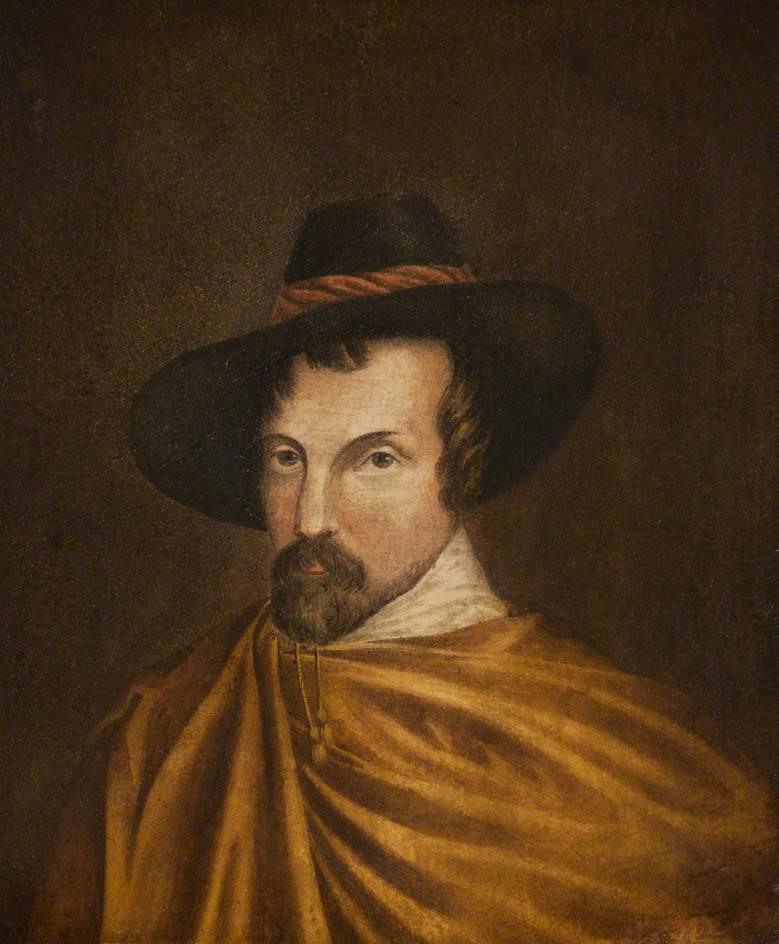
William Brereton

William Brereton, 1st baronet (13 september 1604 – 7 april 1661) was een Engels schrijver en politicus. Hij werd in 1627 verheven tot eerste baronet van Handforth in het graafschap Chester. Sir William was ook generaal-majoor van Cheshire, Staffordshire en Lancashire. Hij was tussen 1628 en 1659 verschillende malen lid van het House of Commons en was tijdens de Engelse Burgeroorlog commandant in het Parlementaire leger.
In de zomer van 1634 bezocht Brereton  Holland en de Republiek der Zeven Verenigde Nederlanden en schreef daarover een gedetailleerd verslag: Travels in Holland, the United Provinces, England's Continent and Ireland (1634-36). Hij had een scherp oog voor militaire zaken en bestudeerde zo uit eigen waarneming de tactieken van stadsbelegering. 
Breretons eerste huwelijk was met Susanna, dochter van sir George Booth van Dunham Massey, baronet. Met haar kreeg Brereton zijn enige zoon en opvolger sir Thomas (1632–1674),  en ook drie dochters. Sir William liet Thomas studeren aan de Illustere school te Breda. Na de dood van Thomas raakte de baronetcy Brereton uitgestorven. 